# Erich Hanke
Erich Hanke (ur. 13 stycznia 1911 w Petershagen (koło Berlina), zm. 10 kwietnia 2005 w Berlinie-Rahnsdorf) – niemiecki działacz komunistyczny i państwowy, funkcjonariusz Ministerstwa Bezpieczeństwa NRD, naukowiec.

## Życiorys
Pochodzenia robotniczego; ojciec z zawodu ślusarz. Uczęszczał do szkoły podstawowej (1914–1924), przeszedł szkolenie w zawodzie murarza (1924–1927), był zatrudniony w tym charakterze w Berlinie (-1933). Od 1927 członek robotniczej organizacji sportowej (Rote Sportorganization), od 1928 członek związku zawodowego, od 1930 Komunistycznej Partii Niemiec (KPD). W latach 1933–1935 prowadził nielegalną działalność polityczną w Berlinie, od 1933 sekr. podokręgu KPD w Strausbergu, następnie w Berlinie-Pankow (1933-1934), 1934 w Berlinie-Nordring, szef techniczny okręgu KPD Berlin-Brandenburgia. Został aresztowany w 1935, skazany w 1936, przebywał w więzieniu do 1945, najpierw w Luckau, potem razem z Erichem Honeckerem w zakładzie karnym w Brandenburgu, skąd uciekł (1945).
Radny w dzielnicy Berlin-Prenzlauer Berg (1945), kierownik wydziału w niemieckiej administracji do spraw przesiedleńczych (Deutsche Verwaltung für Umsiedlerfragen) (1945–1946), konsultant w wydziale kadr KC KPD i SED (1946-1947), studiował w Wyższej Szkole Partyjnej przy KC SED (Parteihochschule Karl Marx – PHS) w Liebenwalde/Kleinmachnow (1947–1949), dyrektor berlińskiego Wydziału Robotniczo-Chłopskiego (Arbeiter-und-Bauern-Fakultät) (1949-1950), profesor Instytutu Materializmu Dialektycznego i Historycznego Wyższej Szkoły Pedagogicznej w Berlinie (Pädagogische Hochschule Berlin) (1951-1952), wykładowca (1952–1955), następnie kierownik Szkoły APN (Schule der APN), służby zagranicznego wywiadu politycznego NRD (Außenpolitische Nachrichtendienst – APN) pod przykrywkową nazwą Instytutu Badań Gospodarczych w Berlinie-Pankow (Institut für wirtschaftswissenschaftliche Forschung) (1953-1955), poprzednika Zarządu Wywiadu MBP, profesor Wyższej Szkoły Finansów w Poczdamie-Babelsbergu (Hochschule für Finanzen Poczdam-Babelsberg) (1955-), następnie (po połączeniu obu uczelni) od 1956 w Wyższej Szkole Ekonomicznej w Berlinie (Hochschule für Ökonomie Berlin), od 1957 kierownik Instytutu Marksizmu-Leninizmu tamże (1959–1962).
Od 1962 r. na emeryturze, zmarł w Berlinie-Rahnsdorf.